# Prêmio Dickson de Medicina
O Prêmio Dickson de Medicina (em inglês:  Dickson Prize in Medicine) foi estabelecido em 1969 por Joseph Z. Dickson e Agnes Fischer Dickson. É concedido anualmente pela Universidade de Pittsburgh em reconhecimento de cidadãos dos Estados Unidos que contribuíram de forma significativa à ciência da medicina. É dotado com 50.000 dólares dos Estados Unidos, acompanhado de uma medalha de bronze e uma palestra. 14 dos 46 recipientes receberam depois um Prêmio Nobel (situação em julho de 2014).

## Recipientes
- 1971 Earl Sutherland (Nobel de Fisiologia ou Medicina 1971)
- 1972 Solomon Aaron Berson e Rosalyn Yalow (Nobel de Fisiologia ou Medicina 1979)
- 1973 John Heysham Gibbon
- 1974 Stephen William Kuffler
- 1975 Elizabeth Neufeld
- 1976 Frank James Dixon
- 1977 Roger Guillemin (Nobel de Fisiologia ou Medicina 1977)
- 1978 Paul Greengard (Nobel de Fisiologia ou Medicina 2000)
- 1979 Bert William O’Malley
- 1980 David Hubel (Nobel de Fisiologia ou Medicina 1981) e Torsten Wiesel (Nobel de Fisiologia ou Medicina 1981)
- 1981 Philip Leder
- 1982 Francis Hugh Ruddle
- 1983 Eric Kandel (Nobel de Fisiologia ou Medicina 2000)
- 1984 Solomon Halbert Snyder
- 1985 Robert Gallo
- 1986 John Michael Bishop (Nobel de Fisiologia ou Medicina 1989)
- 1987 Elvin Abraham Kabat
- 1988 Leroy Hood
- 1989 Bernard Moss
- 1990 Ernst Knobil
- 1991 Phillip Allen Sharp (Nobel de Fisiologia ou Medicina 1993)
- 1992 Francis Collins
- 1993 Stanley Prusiner (Nobel de Fisiologia ou Medicina 1997)
- 1994 Bert Vogelstein
- 1995 Ronald Mark Evans
- 1996 Philippa Marrack
- 1997 Edward Everett Harlow e Eric Lander
- 1998 Richard Daniel Klausner
- 1999 James Edwin Darnell
- 2000 Elizabeth Blackburn (Nobel de Fisiologia ou Medicina 2009)
- 2001 Robert Gayle Roeder
- 2002 Charles David Allis
- 2003 Susan Lindquist
- 2004 Elaine Fuchs
- 2005 Ronald Wayne Davis
- 2006 Roger Kornberg (Nobel de Química 2006)
- 2007 Carol Greider (Nobel de Fisiologia ou Medicina 2009)
- 2008 Randy Schekman (Nobel de Fisiologia ou Medicina 2013)
- 2009 Victor Ambros
- 2010 Stephen Joseph Elledge
- 2011 Craig Venter
- 2012 Brian Druker
- 2013 Huda Zoghbi
- 2014 Jeffrey Ivan Gordon
- 2015 Karl Deisseroth
- 2016 Jennifer Doudna